# Archibracon dimaensis
Archibracon dimaensis är en stekelart som först beskrevs av Cameron 1912.  Archibracon dimaensis ingår i släktet Archibracon och familjen bracksteklar. Inga underarter finns listade.